# Стара (Ленінградська область)
Стара (рос. Старая) — колишній присілок у Всеволожському районі Ленінградської області Російської Федерації.
Населення становить 12 018 осіб. Належить до муніципального утворення Колтушське сільське поселення.

## Історія
Від 1 серпня 1927 року належить до Ленінградської області.
У 2023 приєднаний до Колтушів.

## Населення
| 2002 | 2007  | 2010  | 2017    |
| ---- | ----- | ----- | ------- |
| 4466 | ↗5164 | ↗8868 | ↗12 018 |